# Труд (стадион, Нижний Новгород)
«Труд» — стадион в Нижнем Новгороде, Россия. Территориально расположен в Сормовском районе. Стадион вмещает чуть больше 20 000 зрителей и является (вместе со стадионом «Старт») местом проведения домашних матчей местного хоккейного клуба «Старт».

## История
Стадион на нынешнем месте был построен в 1936 году, когда он был перенесён на полуостров Паркового озера. Когда путём объединения «Торпедо» и «Ракеты» в 1964 году в Горьком была создана команда мастеров «Волга», стадион был реконструирован. С начала 1980-х годов, после расформирования футбольного клуба «Волга», стадион практически не эксплуатировался. Его реконструкция началась в 2000 году. Торжественно открыт на день города в 2002 году, после чего сразу был закрыт и достраивался в течение года. Представляет собой площадку с искусственным льдом площадью более 14 000 квадратных метров. Обладает конькобежной дорожкой международного стандарта, протяженностью 400 метров.
На строительство стадиона из бюджета Нижнего Новгорода было выделено около 280 млн рублей.

## Освещенность стадиона
- Вертикальная освещенность со стороны главной трибуны — 1200 люкс.
- Поле для хоккея с мячом — 1000 люкс.
- Беговые дорожки — 750 люкс.

## Адрес
- 603003, Россия, Нижегородская область, Нижний Новгород, Юбилейный бульвар, 31.